# Пальтс, Тынис
Тынис Пальтс (эст. Tõnis Palts, род. 29 марта 1953, Кингисепп, Пярнуская область) — эстонский политик от партии Союз Отечества и Res Publica и бизнесмен. Мэр Таллина в 2001 и  2004—2005 гг., министр финансов Эстонии в апреле-сентябре 2003 года, депутат Рийгикогу X созыва. Член правления Ассоциации Предпринимателей-физических лиц.